# Lòrp e Senta Aralha
Lòrp e Senta Aralha (francès Lorp-Sentaraille, occità Lòrp e Senta Aralha) és un municipi francès, situat a la regió d'Occitània, departament de l'Arieja.